# 辐花海葵属
辐花海葵属（学名：Radianthus）为大海葵科的一个属。

## 下属物种
本属包括以下物种：
- Radianthus hemprichi
- 卡克辐花海葵 Radianthus kuekenthali
- Radianthus koesirensis
- 皮群海葵 Radianthus macroctylus